# Vălceanka, Kărdjali
Vălceanka (în bulgară Вълчанка) este un sat în comuna Kirkovo, regiunea Kărdjali,  Bulgaria. 

## Demografie
Componența etnică a satului Vălceanka
     Turci (98,06%)
     Nicio identificare (1,93%)
     Altele (0%)
La recensământul din 2011, populația satului Vălceanka era de 155 locuitori. Din punct de vedere etnic, majoritatea locuitorilor (98,06%) erau turci. Pentru 1,93% din locuitori nu este cunoscută apartenența etnică.